# Machine à écrire Sholes et Glidden

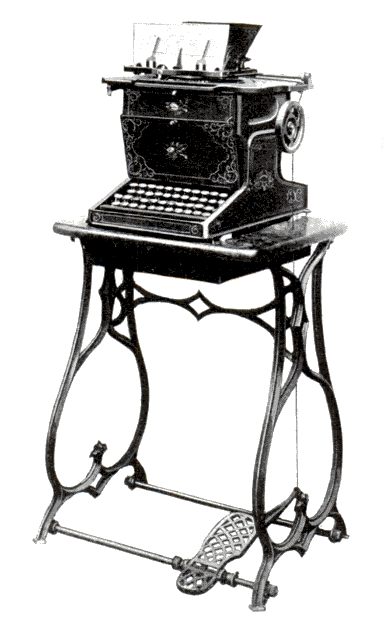
Machine à écrire Sholes et Glidden.

Mise sur le marché le 1er juillet 1874, la machine à écrire Sholes et Glidden ou Remington No. 1 est la première machine à écrire ayant connu un succès commercial. Principalement conçue par Christopher Latham Sholes à partir de 1867, elle a été élaborée avec l'aide de l'imprimeur Samuel W. Soule et du mécanicien amateur Carlos Glidden. Peu après, à la suite de départs, James Densmore participera à son développement. Elle fut acquise par E. Remington and Sons en mars 1873 et mise sur le marché l'année suivante.

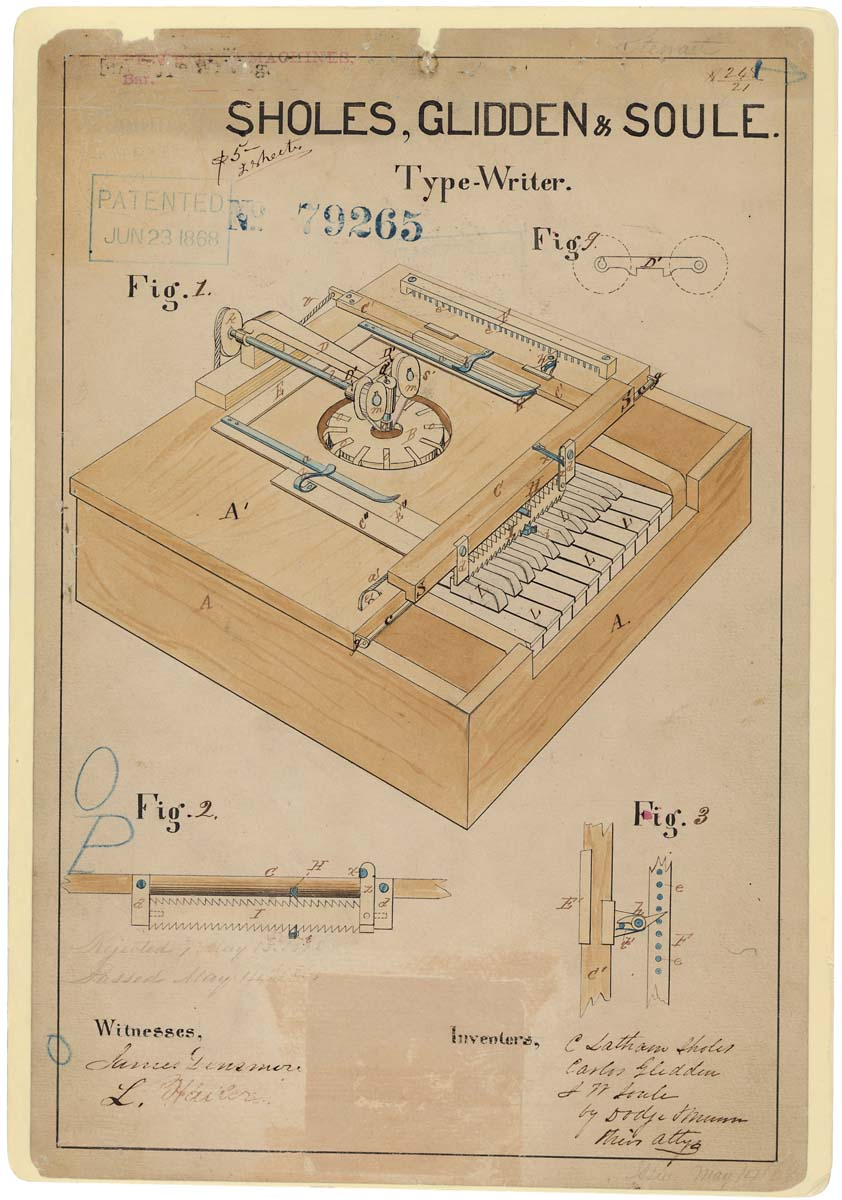
Prototype breveté (1868).
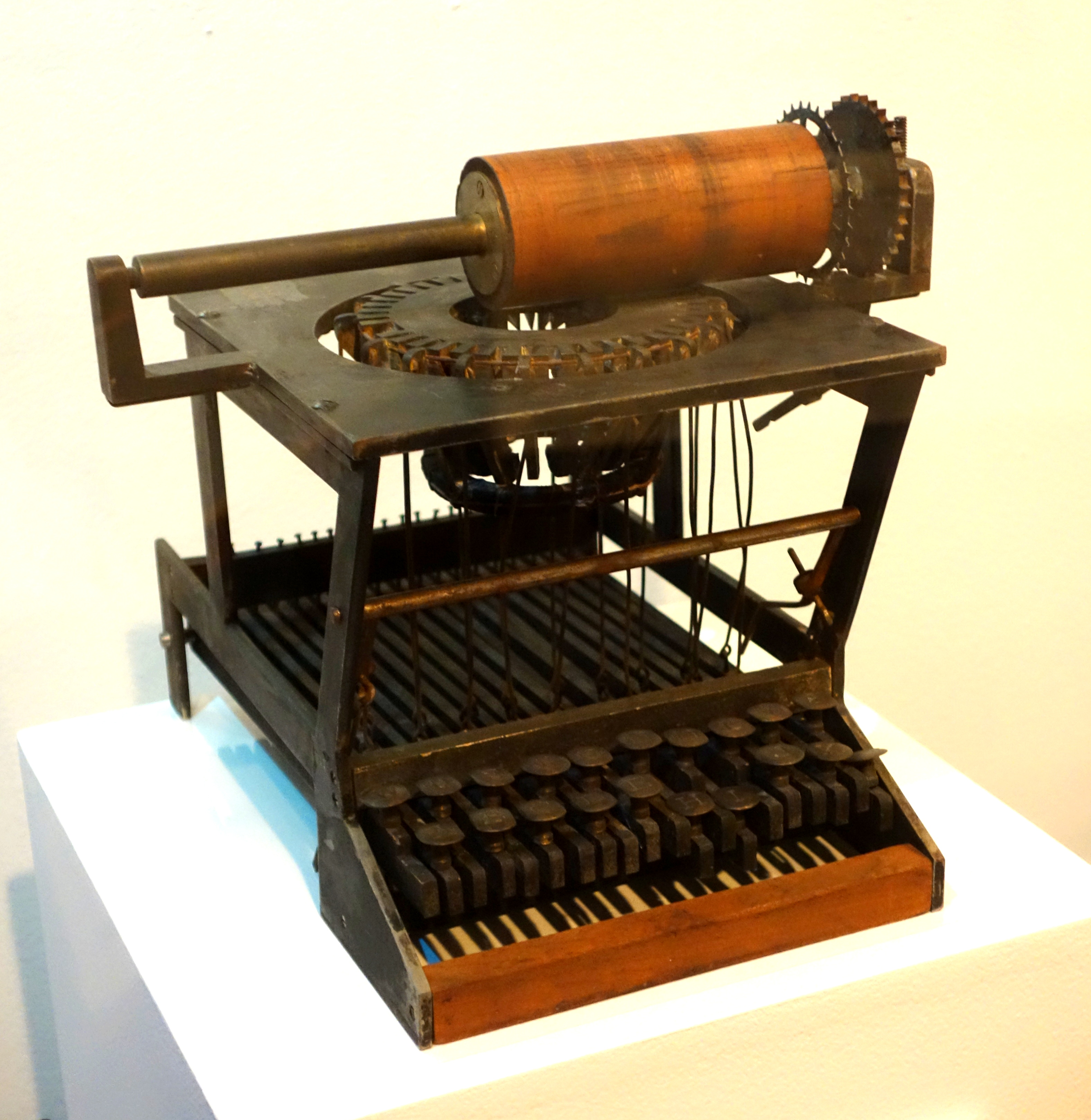
Prototype primitif (c. 1870).
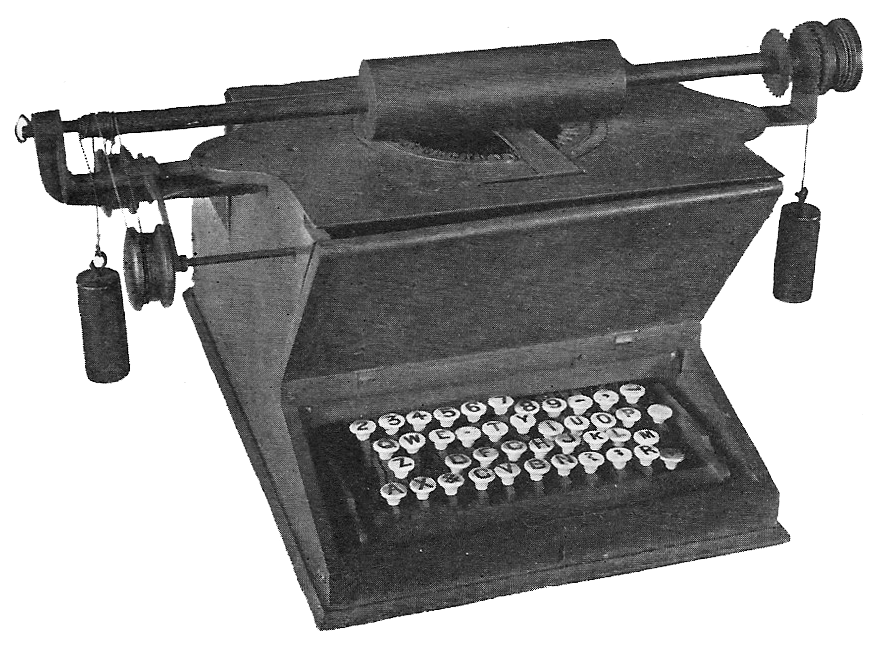
Prototype Sholes (c. 1873).
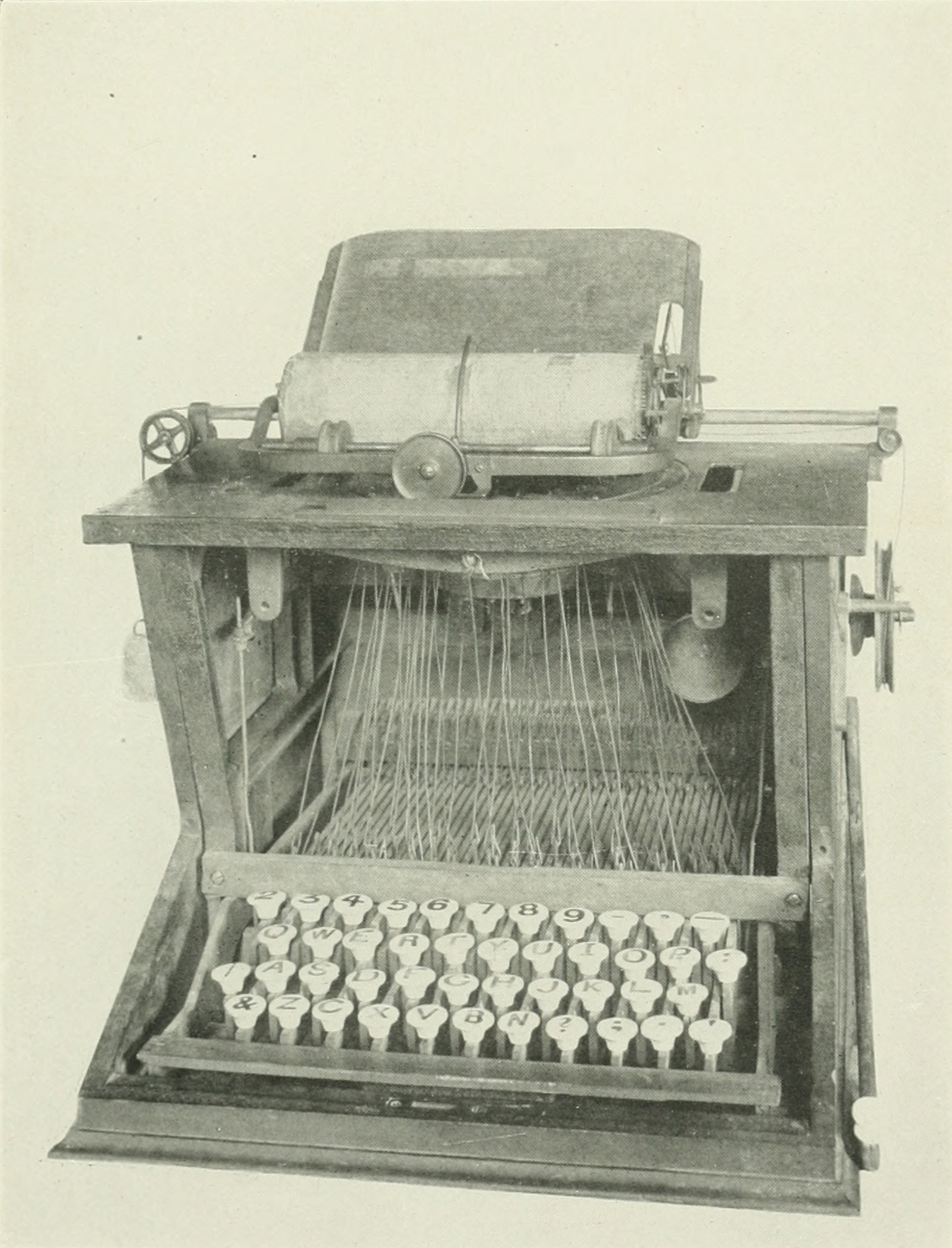
Prot. Remington (1873).
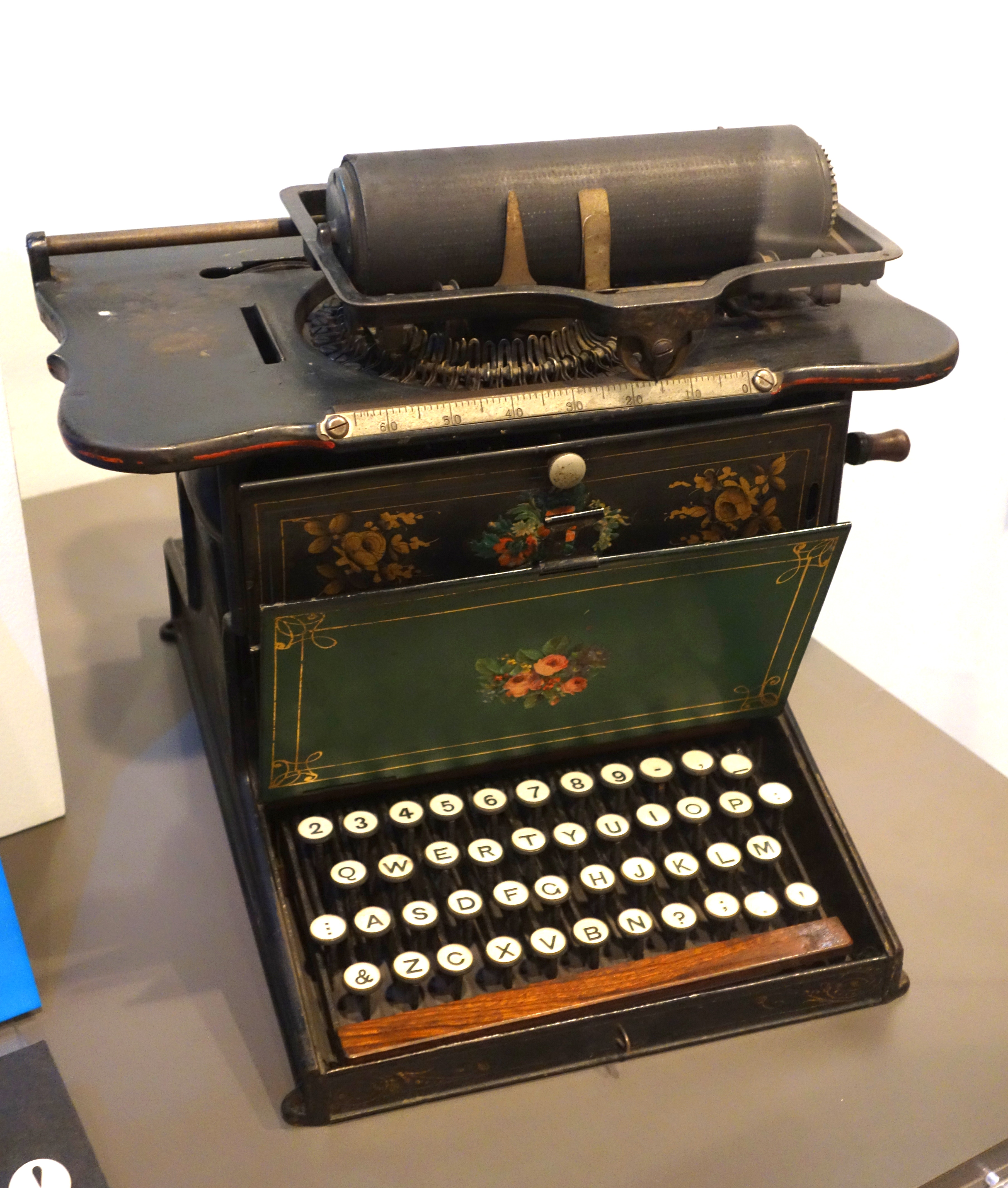
Modèle initial (1874).
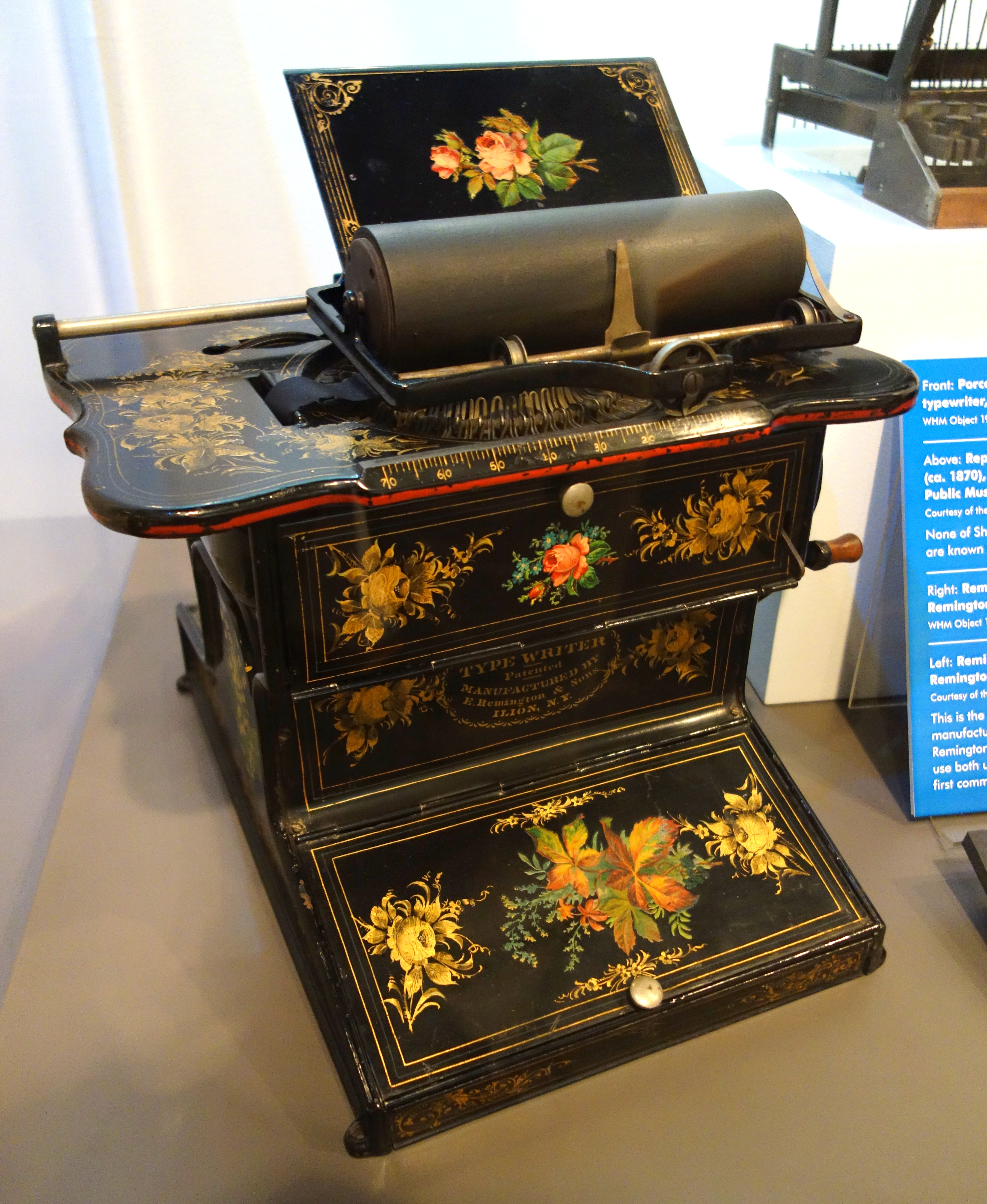
Modèle initial (1874).
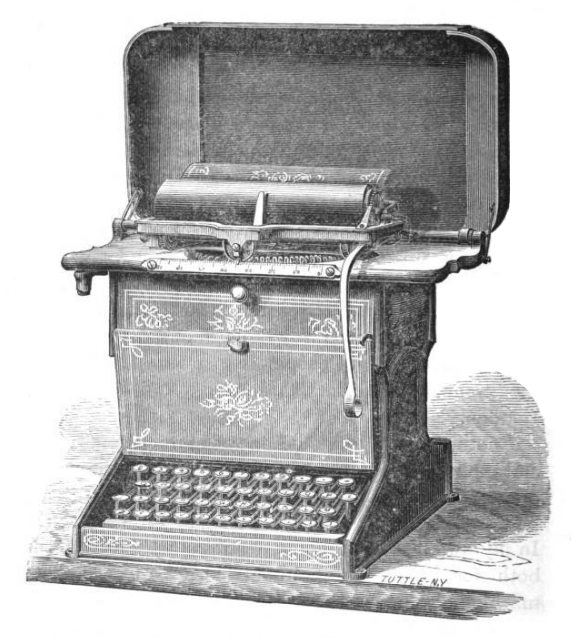
Modèle évolué (1877).